# Wake Me Up (песня Авичи)
«Wake Me Up» (или «Wake Me Up!», с англ. «Разбуди меня») — песня шведского диджея Авичи с его дебютного альбома True (2013). В июне, почти за три месяца до выхода альбома, была издана отдельным синглом.

## Вокалист
Хотя это нигде не указано, вокал на песне «Wake Me Up» исполняет американский соульный певец Алоэ Блэкк. За несколько лет до этого, в 2010 году, песня Блэкка «I Need a Dollar» была большим хитом в Европе (добравшись, в частности до 2 места в британском национальном сингловом чарте). Авичи тоже эту песню Блэкка раньше слышал и поэтому, когда решил, что ему нужен вокалист, работающий в жанре соул, пригласил его.
Надо сказать, что к моменту записи песни «Wake Me Up» Блэкк ещё не издал ни одной записи на мейджор-лейбле. (Свои песни, в том числе «I Need a Dollar», он распространял посредством iTunes.)
Также интересно, что в начале своей музыкальной карьеры Блэкк был рэпером, но к альбому Good Things (сентябрь 2010) и песне «I Need a Dollar» (март 2010) он переквалифицировался в певцы.

## История создания
Авторами песни указаны Авичи, Алоэ Блэк и Майк Айнцигер (мультиинструменталист, участник рок-группы Incubus).
Они написали её втроём в Малибу (Калифорния) у Айнцигера в домашней студии. Как рассказывает сайт Songfacts, «в тот вечер Авичи намеревался работать с Блэкком над совсем другим проектом», но Авичи с Айнцигером «чувствовали такое вдохновение, что решили пригласить […] [его] поработать вместе (decided to invite [him] over to contribute)».
Songfacts пишет:
Песня была написана всего за 2 часа во время джем-сессии в домашней студии Айнцигера — с Авичи, играющим на клавишных, и мультиинструменталистом [Айнцигером] на гитаре. Дуэт начал сочинять последовательность аккордов, а потом поверх неё напевать мелодии без слов.
Айнцигер рассказывал:
Он [Блэкк] приехал с кое-какими стихами, что написал. Это была почти что поэма. Так что мы стали брать стихи, что он написал, и прикладывать их к нашим новым мелодиям.
Так втроём они за тот вечер и создали эту песню.
Алоэ Блэк рассказывал журналу Билборд, что сочинил стихи этой песни, когда летел на самолёте:
Я [сидел и] думал (прим. перев.: говорил сам себе): «Моя жизнь — это сон. Разбудите меня, когда он закончится» (My life is a dream. Wake me up when it’s over). Когда я [приехал и] застал уже идущую [джем-]сессию с Майком Айнцигером на гитаре и Авичи, Майк играл аккорды, и эти [написанные мной] слова… то, как я их спел, как-то сработало, подошло (the way I sang them just felt right). В итоге мы в тот вечер её записали и я, возвращаясь домой на машине, за рулём слушал [записанную нами] акустическую версию, которую Авичи в итоге превратил в фантастический хит. Это был прекрасный опыт. (It was a wonderful experience.)
Songfacts также рассказывает подробней:
По словам Блэкка, когда он приехал, Авичи и Айнцигер уже этот трек довели до в определённой мере готового состояния (had the track worked up). У него с собой были разрозненные кусочки стихов, одной из которых была строчка «Wake me up», которая, подумал он, была бы для этого трека самым сильным посланием (strong message). Когда Айнцигер играл, Блэкк запел «Wake me up when it’s all over»", и ритмический рисунок (cadence) этой строчки подошёл к последовательности аккордов. Следующей строчкой, что Блэкк привнёс [в песню] из своей записной книжки, была «All this time I was finding myself, I didn’t know I was lost.» Блэкк беспокоился, что эти две строчки будут нелогично звучать (wouldn't make any sense) в одной и той же песне, но Айнцигер сказал ему, что всё нормально, так что они её использовали.

## Музыкальный стиль, премьера и реакция зрителей
Песня представляет собой смесь кантри, фолка и EDM.
Сайт Songfacts пишет:
С этой песней Авичи сделал [осознанный] выбор выйти из своей EDMной зоны комфорта и создать что-то заметно отличающееся от других своих треков. «Я не хотел, чтобы [одна только композиция] «Levels» меня полностью идентифицировала [в глазах публики]. В конце концов (In a sense), это (прим. перев.: «Wake Me Up») все лишь песня, а  я постоянно и много музыки выпускаю, так что я захотел сделать что-то действительно отличающееся», — объяснил он MTV News. «Я действительно хотел сделать что-то отличное от того, что делают все остальные».
Как рассказывает тот же Songfacts, Авичи впервые показал эту песню в марте 2013 года на фестивале Ultra Music Festival в Майами, и у некоторых фанатов танцевальной музыки она тогда вызвала сильное недоумение. Когда 14 июня 2013 года на BBC Radio 1 состоялась премьера песни на радио, Авичи сказал, что это по сравнению с его предыдущими синглами «полная смена стиля» (complete change in style).
Песня вышла на iTunes 25 июня 2013 года.

## Видеоклип
Режиссёр видеоклипа — Марк Селигер, известный фотограф, специализирующийся на моде и знаменитостях (в частности, он снимал Курта Кобейна и работал для журнала Rolling Stone).
Сайт Songfacts так рассказывает про клип:
Клип следует за двумя cестрами, изгоями в своём родном калифорнийском городке, как они путешествуют, чтобы увидеть выступление Авичи на фестивале Ultra Music Festival, где он этот сингл впервые исполнил (premiered). Младшую девочку играет Ланейя Грейс, старшую русская красавица Кристина Романова. В клипе использована одежда Denim & Supply — Авичи является послом этого бренда исконно американской одежды.